# Zaragoza, Veracruz
Zaragoza är en ort i Mexiko.   Den ligger i kommunen Naranjos Amatlán och delstaten Veracruz, i den sydöstra delen av landet, 250 km nordost om huvudstaden Mexico City. Zaragoza ligger 199 meter över havet och antalet invånare är 8 260.
Terrängen runt Zaragoza är platt österut, men västerut är den kuperad. Runt Zaragoza är det ganska glesbefolkat, med 29 invånare per kvadratkilometer. Närmaste större samhälle är Naranjos, 8,6 km norr om Zaragoza. Trakten runt Zaragoza består till största delen av jordbruksmark.